# Villa August Wilhelm Blase

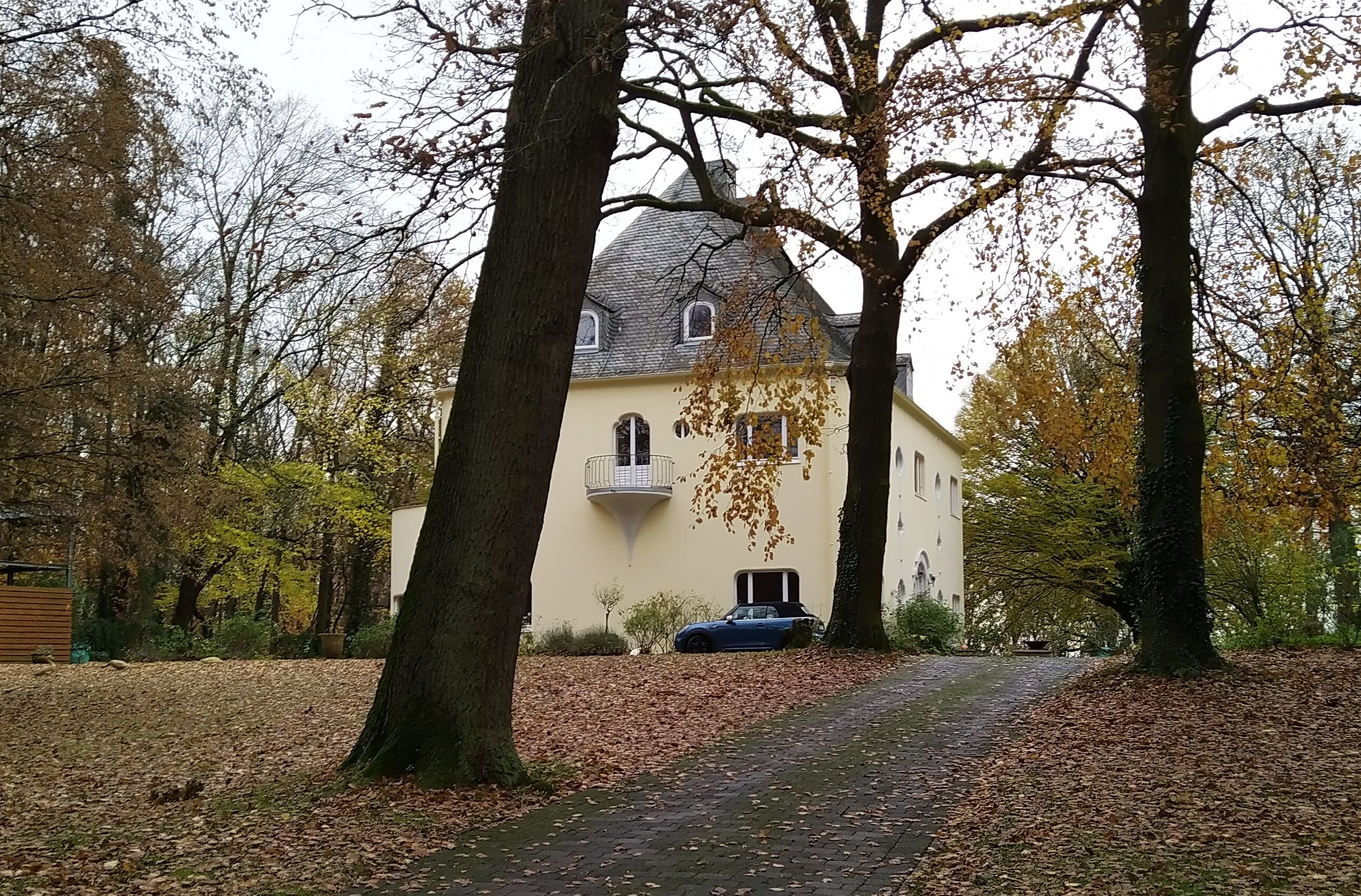
Villa, von der Straße aus gesehen

Die Villa August Wilhelm Blase ist eine denkmalgeschützte Villa mit der Adresse Auf dem Gallenkamp 25 in Lübbecke im Kreis Minden-Lübbecke (Nordrhein-Westfalen).

## Geschichte und Architektur
Das Wohngebäude steht auf einem Höhenzug am Stadtrand, inmitten eines Parks. Es wurde 1934 von Karl Krause für den Zigarrenfabrikanten August Wilhelm Blase erbaut.
Der axialsymmetrisch ausgerichtete Baukörper unter einem Walmdach steht auf einem rechteckigen Grundriss. Die Gebäudeecken sind gerundet, die ebenfalls gerundeten Fenster sind direkt in die Wand eingeschnitten. Die Balkone an den Schmalseiten liegen über trichterförmigen Konsolen. Im Südwesten springt ein kleeblattartiger Anbau vor. Im Portal mit wulstartigem Gewände und gesprengtem Abschlussgesims sind gotische und barocke Elemente aufgenommen. Es wird seitlich von Passfenstern begleitet. Die Raumaufteilung im Erdgeschoss ist der einer traditionellen Villa verpflichtet. Wohnraum, Flur und Wintergarten liegen in der Mittelachse, allerdings über kreisrunden oder auch ellipsoiden Grundrissen. In die Räume wurden flache Kuppelgewölbe eingezogen. Das Treppenhaus ist in weichen, organisch modellierten Formen gehalten.

## Bewohner
Nach dem Ende des Zweiten Weltkriegs wurde die Villa bis Mai 1946 zeitweise vom Oberbefehlshaber der britischen Besatzungstruppen in Deutschland, Bernard Montgomery, bewohnt.